# Gypsy Woman (She's Homeless)
Singles de Crystal Waters
Makin' Happy
(1991)
Pistes de Surprise
Surprise
(2)
Gypsy Woman (She's Homeless) (ou Gypsy Woman (La da dee la da da)) est une chanson de musique house de la chanteuse américaine Crystal Waters en 1991. 1er single extrait de son 1er album studio Surprise (1991), la chanson est écrite par Neal Conway, Crystal Waters, Nathaniel S. Hardy, Jr. et produite par The Basement Boys. La chanson inclut dans son refrain les paroles « La da dee, la da da »

## Formats et liste des pistes
CD single
1. "Gypsy Woman" (strip to the bone edit) — 3:42
2. "Gypsy Woman" (hump instrumental mix) — 4:53

slimcase international CD maxi
1. "Gypsy Woman" (strip to the bone edit) — 3:53
2. "Gypsy Woman" (basement boy strip to the bone mix) — 7:31
3. "Gypsy Woman" (hump instrumental mix) — 4:50

CD maxi single
1. Gypsy Woman (She's Homeless) (Strip To The Bone Radio Edit) - 3:42
2. Gypsy Woman (She's Homeless) (Basement Boy "Strip To The Bone" Mix) - 7:26
3. Gypsy Woman (She's Homeless) (Red Bone Club Mix) - 7:08
4. Gypsy Woman (She's Homeless) (Hump Instrumental Mix) - 4:53
5. Gypsy Woman (She's Homeless) ("Give It Up" Vocal Mix) - 8:07
6. Gypsy Woman (She's Homeless) (Give It Up Bonus Beats) - 2:43
7. Gypsy Woman (She's Homeless) (Original Demo Mix) - 7:00
8. Gypsy Woman (She's Homeless) (Acapella) - 2:37

## Charts
| Classement (1991)                          | Meilleure position |
| ------------------------------------------ | ------------------ |
| Australie (ARIA)                           | 11                 |
| Autriche (Ö3 Austria Top 40)               | 3                  |
| Canada Dance (RPM)                         | 1                  |
| Pays-Bas (Dutch Top 40)                    | 1                  |
| Europe Eurochart Hot 100                   | 1                  |
| France (SNEP)                              | 11                 |
| Allemagne (Media Control Chart)            | 2                  |
| Irlande Singles Chart                      | 3                  |
| Italie (FIMI)                              | 1                  |
| Nouvelle-Zélande (RMNZ)                    | 50                 |
| Espagne (AFYVE)                            | 1                  |
| Suède (Sverigetopplistan)                  | 8                  |
| Suisse (Schweizer Hitparade)               | 1                  |
| Royaume-Uni Singles Chart                  | 2                  |
| États-Unis Billboard Hot 100               | 8                  |
| États-Unis Billboard Hot Dance Club Play   | 1                  |
| États-Unis Billboard Hot R&B/Hip-Hop Songs | 25                 |

| Classement (1991)      | Position |
| ---------------------- | -------- |
| Autriche Singles Chart | 23       |
| Pays-Bas Top 40        | 21       |
| Suisse Singles Chart   | 11       |

| Pays        | Certification | Date         | Ventes certifiés |
| ----------- | ------------- | ------------ | ---------------- |
| Royaume-Uni | Argent        | 1er mai 1991 | 200,000          |
| États-Unis  | Or            | 24 juin 1991 | 500,000          |